# Municipio de Frontera Comalapa
El Municipio de Frontera Comalapa es uno de los 124 municipios que conforman el estado mexicano de Chiapas. Se encuentra ubicado en la zona fronteriza del estado, en los límites de la Sierra Madre de Chiapas y la depresión central. Su cabecera es la ciudad de Frontera Comalapa.

## Etimología
Frontera, es un adjetivo que refiere al límite que hace con la República de Guatemala y el término Comalapa proviene de la voz náhuatl: Comalapan En el agua de los comales, que deriva de las voces: Comalli, comal; Atl, agua; y -Pan, adverbio de lugar ("en"). Pero también se considera que su nombre se debe al recuerdo de la extinta San Juan Comalapa, y está sobre el paraje Cushú, que se encontraba cerca de Tecpan, Guatemala; es decir en la frontera.

## Historia
Aparece desde el siglo XVI, atendido por doctrineros del convento dominico de Comitán. En 1665 Comalapa pertenecía al curato de Yayagüita del convento de Comitán. En 1921 era cabecera municipal.
1670 Se ubica en la llamada provincia de los llanos, cuyos habitantes por codicia y abusos del hacendado y cacique Diego de Salazar, emigran a la zona del Soconusco. Pocos años más tarde aparece, con el nombre de San Juan Comalapa.
1774 Son un anexo del pueblo Chicomuselo ("Lugar de los siete jaguares"), dentro de la llamada provincia de Llanos.
1854 Resurge nuevamente la población que se establece sobre Cushú, como consecuencia de la dotación de tierras ejidales, que hacen factibles su permanencia en Chiapas y en México por la delimitación de la frontera.
1883 El 13 de noviembre, se divide el estado en 12 departamentos siendo este municipio parte de Comitán.
1915 Desaparecen las jefaturas políticas y se crean 59 municipios libres, estando este dentro de esta primera remunicipalización como una delegación de Motozintla.
1919 Se vuelve a despoblar por motivos de la revuelta revolucionaria.
1921 Se registra ya el establecimiento de la primera autoridad civil, siendo presidente municipal don Andrés García.
1925 Se establece la primera escuela pública federal.
1943 Se le eleva a municipio de segunda clase.
1943 El 18 de noviembre, se cambia el nombre de la localidad de El Ocotal por motivo de la construcción de la carretera Panamericana, que en México inicia en Ciudad Juárez Chihuahua y termina en ciudad Cuauhtémoc, Frontera Comalapa, Chiapas.
1956 Sobrevolaron el territorio aviones de guerra de la República de Guatemala, provocación que no tuvo serias consecuencias.
1959 Fue visitado por el investigador Gareth W. Love, como parte de los estudios que hizo en la zona.
1970 - 1979 El vaso de la hidroeléctrica Dr. Belisario Domínguez, afecta parte del territorio.
1983 Para efectos del sistema de planeación se les ubica en la región III Fronteriza.
1985 Con motivo del 175 aniversario de la Independencia y 75 de la Revolución Mexicana, durante el recorrido nacional, se reciben en la cabecera municipal los símbolos patrios.

## Geografía
Frontera Comalapa se encuentra ubicado en la zona fronteriza del estado de Chiapas, limita al norte con el municipio de La Trinitaria, al oeste con el municipio de Chicomuselo, al sur con los municipios de Amatenango de la Frontera y Bella Vista, al este limita con Guatemala, en particular con el Departamento de Huehuetenango. Tiene una extensión territorial del 717.90 km² que representan el 5.62%  de la superficie de la región Fronteriza y el 0.94% a nivel estatal.

### Orografía e hidrografía
Se encuentra ubicado en la transición entre la Sierra Madre de Chiapas y la Depresión Central de Chiapas, por lo que su relieve es diverso, siendo montañoso al sur y desciende en medida que se avanza hacia el norte.
El principal río del municipio es el río Grijalva que en su corriente alta atraviesa el municipio en sentido este-oeste, así mismo tiene números afluentes entre los que se encuentran los ríos San Gregorio, Grande, Cushi, Jocote, Sabinada y San Caralampio. Pertenece a la Cuenca del río Grijalva-La Concordia y a la Región hidrológica Grijalva-Usumacinta. En el municipio se encuentra el extremo sur del embalce de la Presa Angostura o "Belisario Domínguez".

### Clima y ecosistemas
El clima que se registra en todo el territorio de Frontera Comalapa es Cálido subhúmedo con lluvias en verano, la temperatura media anual registrada en la mayor parte del territorio fluctúa entre los 24 y 26 °C, la zona sur del territorio, ocupada por la Sierra Madre de Chiapas, registra una temperatura media de 26 a 28 °C; la precipitación media anual se encuentra entre los 2,000 y los 1,000 mm.
La vegetación del municipio es diversa, la mayoría se dedica a la agricultura de temporal, que constituye una de las principales actividades económica, dos sectores ubicados al norte se encuentran cubiertos por pastizales, mientras que al sur del municipio, en las montañas, se encuentra un bosque templado.

## Demografía
De acuerdo a los resultados del Censo de Población y Vivienda de 2020 realizado por el Instituto Nacional de Estadística y Geografía, la población total del municipio es de 80 897 habitantes, lo que representa un crecimiento promedio de 1.9% anual en el período 2010-2020 sobre la base de los 67 012 habitantes registrados en el censo anterior. Al año 2020 la densidad del municipio era de 105,8 hab/km².
| Gráfica de evolución demográfica de Municipio de Frontera Comalapa entre 2000 y 2020 |
|                                                                                      |
| Fuente: Instituto Nacional de Estadística Geografía e Informática                    |

El 48.4% de los habitantes (39 159 personas) son hombres y el 51.6% (41 738 personas) son mujeres. El 89% de los habitantes mayores de 15 años (49 420 personas) están alfabetizados. La población indígena es de 2699 personas.
En el año 2010 estaba clasificado como un municipio de grado medio de vulnerabilidad social, con el 33.04% de su población en estado de pobreza extrema.

### Localidades
En el censo de 2020 el municipio de Frontera Comalapa contaba con 255 localidades.
| Código INEGI      | Localidad                         | Población (2020) |
| ----------------- | --------------------------------- | ---------------- |
| 070340001         | Frontera Comalapa                 | 21 727           |
| 070340053         | Paso Hondo                        | 4 070            |
| 070340014         | Cuauhtémoc                        | 2 788            |
| 070340067         | Doctor Rodulfo Figueroa           | 2 486            |
| 070340114         | Verapaz                           | 2 418            |
| 070340070         | Sabinalito                        | 2 179            |
| 070340125         | Agua Zarca                        | 2 103            |
| 070340041         | Nueva Independencia               | 2 048            |
| 070340027         | Joaquín Miguel Gutiérrez          | 1 836            |
| 070340078         | San Caralampio                    | 1 747            |
| 070340112         | El Triunfo de las Tres Maravillas | 1 477            |
| 070340042         | Nueva Libertad                    | 1 392            |
| 070340037         | Monte Redondo                     | 1 379            |
| 070340058         | El Portal                         | 1 287            |
| 070340106         | Sinaloa                           | 1 087            |
| 070340120         | Veinticuatro de Febrero           | 1 022            |
| 070340022         | Guadalupe Grijalva                | 1 020            |
| Otras localidades | Otras localidades                 | 28 831           |
| Total municipal   | Total municipal                   | 80 897           |

## Comunicaciones
Las principales vías de comunicación del municipio son la Carretera Federal 190 y la Carretera Federal 211.
La Carretera Federal 190 o Carretera Panamericana atraviesa la zona noreste del municipio, proveniente del norte desde el municipio de La Trinitaria y enlaza las poblaciones de Paso Hondo y Ciudad Cuauhtémoc donde concluye en la línea fronteriza con Guatemala, al ser proyectada, esta carretera se consideraba sería el principal punto de tránsito con Centroamérica, sin embargo esto no se dio, pues el principal punto fronterizo es en el extremo sur del estado, en la zona de Tapachula, el recorrido de la carretera en Frontera Comalapa es aproximadamente de 60 kilómetros, constituidos por una carretera asfaltada y de un solo cuerpo con dos carriles de circulación. Es la principal vía de comunicación del municipio con el resto del estado, incluyendo ciudades como Comitán, San Cristóbal de las Casas, Tuxtla Gutiérrez y Teopisca    actualmente se está ampliando el tramo San Cristóbal de las Casas-Teopisca-Comitán-Ciudad Cuauhtémoc y esta la anexión de una autopista de Tuxtla Gutierrez-La Trinitaria pasando según las poblaciones de Alcala, Pujiltic, Venustiano Carranza, Socoltenango, Tzimol, por el aeropuerto de Tuxtla Gutiérrez.
La Carretera Federal 211 tiene su origente en el municipio, comenzando en su entronque con la 190 en el poblado de Paso Hondo, desde donde circula hacia el sur, enlazando a la cabecera municipal, Frontera Comalapa y continuando hacia el sur, pasando por ciudades como Amatenango de la Frontera y Motozintla y concluyendo en Huixtla donde se incorpora a la Carretera Federal 200. Su recorrido en Frontera Comalapa es de 45 kilómetros aproximadamente, siendo al igual que la 190, asfalta y de un solo cuerpo de dos carriles.
Existen además numerosos caminos de terracería y brechas que unen a las comunidades del interior del municipio; en el municipio no existen ni ferrocarriles ni aeródromos.

## Actividades económicas
Las principales actividades económicas del municipio son el comercio minorista, los servicios vinculados al alojamiento temporal y la elaboración de alimentos y bebidas y en menor medida la prestación de servicios generales no gubernamentales.

## Religión
La religión dominante es el cristianismo, y la iglesia católica es la que cuenta con más fieles. Aparece un número creciente de testigos de Jehová,  Evangélicas|evangélicas]] y de alguna otra denominación del protestantismo histórico tales como la Iglesia Bautista e Iglesias Pentecostales de Dios.

## Tradiciones
Las celebraciones más importantes son: la feria de la ciudad con motivo al Santo Niño de Atocha el 28 de febrero, que se acompaña de eventos culturales.
La Semana Santa que se caracteriza por las procesiones y las representaciones de la Pasión de Cristo así como los bailes satíricos de "los judíos" que es un grupo de jóvenes (en su mayoría) varones que bailan en las calles de la ciudad con disfraces que personifican mujeres, hombres, niños y espectros del infierno, pecadores, almas en pena que buscan ridiculizar la conducta humana, todos van guiados por el diablo y bailan al compás de una marimba.

## Turismo
Los principales atractivos turísticos son los paisajes a lo largo de los ríos, principalmente el río San Gregorio.

## Política
Frontera Comalapa fue constituido en municipio en 1921, desde entonces y de acuerdo con las leyes reglamentarias de la materia el gobierno del corresponde al Ayuntamiento, este está conformado por el presidente municipal y el cabildo, integrado por regidores electos por mayoría y por presentación proporcional. El Ayuntamiento es electo para funcionar por un periodo de tres años que son reelegibles para el periodo inmediato y en periodos no continuos.

### Representación legislativa
Para la elección de Diputados a nivel local al Congreso de Chiapas y a nivel federal a la Cámara de Diputados de México, Frontera Comalapa se encuentra integrado en los siguientes distritos electorales:
Local:
- XVII Distrito Electoral Local de Chiapas con cabecera en Motozintla.[20]

Federal:
- VIII Distrito Electoral Federal de Chiapas con cabecera en la ciudad de Comitán.[21]